# Мечеть Ташлик
Мече́ть Ташли́к (тур. Taşlık Camii), також відома як Мече́ть Махму́д-паші́ — мечеть у центрі міста Едірне, Туреччина, збудована у XV столітті Махмуд-пашею, одним із великих візирів Султана Мехмеда Завойовника.
Мечеть, яка тривалий час перебувала у напівзруйнованому стані, була відреставрована Головним управлінням фондів та знову відкрита для богослужінь у 2007 році.
Мечеть, розташована у просторому дворі, має квадратний план. Купол мечеті спирається на восьмигранний барабан. На східному, західному та південному фасадах мечеті розташовано по п'ять вікон у три ряди. Триарковий притвор перекритий свинцевим дахом. З обох боків притвору розташовані вікна, оформлені у вигляді міхрабів.